# Frantz Fanon
Pour les articles homonymes, voir Fanon et Frantz.
Frantz Fanon, né le 20 juillet 1925 à Fort-de-France (Martinique) et mort le 6 décembre 1961 à Bethesda dans un hôpital militaire de la banlieue de Washington aux États-Unis, est un psychiatre et essayiste de nationalité française se considérant comme citoyen algérien, fortement impliqué dans la lutte pour l'indépendance de l'Algérie et dans un combat international dressant une solidarité entre « frères » opprimés.
Il est l'un des fondateurs du courant de pensée tiers-mondiste, et une figure majeure de l'anticolonialisme. Il a inspiré les études postcoloniales. Il cherche à analyser les conséquences psychologiques de la colonisation à la fois sur le colon et sur le colonisé. Dans ses livres les plus connus comme Les Damnés de la Terre, il analyse le processus de décolonisation sous les angles sociologique, philosophique et psychiatrique.

## Biographie

### Période française
Frantz Fanon, né à Fort-de-France en Martinique, est le cinquième enfant d’une famille afro-caribéenne de huit enfants. Il reçoit son instruction au lycée Victor-Schœlcher de Fort-de-France, où Aimé Césaire enseigne à l’époque.
En 1943, il s'engage dans l'Armée française de la Libération après le ralliement des Antilles françaises au général de Gaulle. Il explique ce choix par le fait que « chaque fois que la liberté et la dignité de l’homme sont en question, nous sommes tous concernés, Blancs, Noirs ou Jaunes ». Combattant sous les ordres du général de Lattre de Tassigny, il est blessé dans les Vosges. Parti se battre pour un idéal, il est confronté à « la discrimination ethnique, à des nationalismes au petit pied ». Toujours membre de l'armée française, il est ensuite envoyé quelques semaines en Algérie, qui sont pour lui l'occasion d'observer la structure de la société coloniale qu'il conçoit comme « pyramidale » (colons riches, petits-blancs, juifs, indigènes évolués, masse du peuple) et intrinsèquement raciste.
De retour en Martinique, il passe le baccalauréat et s'engage avec son frère Joby dans le soutien à la candidature d'Aimé Césaire qui se présente aux élections législatives d'octobre 1945 pour le Parti communiste français. Ayant reçu une citation par le général Salan, il obtient une bourse d'enseignement supérieur au titre d'ancien combattant, ce qui lui permet de faire des études de médecine en France métropolitaine, tout en suivant des leçons de philosophie et de psychologie à l'université de Lyon, notamment celles de Maurice Merleau-Ponty. Sur le plan politique, il dirige le journal étudiant Tam-Tam et participe à différentes mobilisations anticolonialistes avec les Jeunesses communistes, dont il n'est cependant pas membre.
Fanon soutient sa thèse en psychiatrie à Lyon en 1951. Il part faire son apprentissage à l'hôpital de Saint-Alban, à Saint-Alban-sur-Limagnole en Lozère, pendant quinze mois. C'est là qu'il rencontre le psychiatre François Tosquelles au printemps 1952. « Cette formation est déterminante tant sur le plan de la psychiatrie que sur celui de ses futurs engagements politiques. Aux côtés de Tosquelles, il interroge l’aliénation dans tous ses registres, haut-lieu de rencontre entre physiologique et historique ».
Ses études en psychiatrie lui sont très utiles car elles lui permettent de soutenir ses idées et les causes de celles-ci. Grâce à ses études et ses rencontres, il va commencer à construire la défense de ses futures idées et thèses. En effet, Fanon explique certains problèmes psychologiques des minorités et des colonisés par l'étude de cas des victimes du colonialisme. Fanon et son équipe insistent sur la nécessité d’analyser les traumatismes coloniaux passés, pour expliquer l’état psychologique, émotionnel et physique des générations à ce jour.
Ils examinent l’histoire des opprimés et étudient les aspects psychologiques pour pouvoir démontrer les liens qui y sont associés aux générations d’aujourd’hui. Fanon affirme que plusieurs troubles à ce jour sont les résultats des traumatismes coloniaux d’autrefois. Dans ces études, se trouve la « justification » des troubles mentaux, physiques et sexuels qui seraient causés par la violence coloniale. Ce sont des études très détaillées qui tiennent à défendre le fait qu’étudier l’état psychologique, émotionnel et sexuel des opprimés d’autrefois, prouverait les traces qui ont été gardées sur les libres d’aujourd’hui[réf. nécessaire].
À partir de son expérience de noir minoritaire au sein de la société française et de ses observations en Algérie, il rédige Peau noire, masques blancs, dénonciation du racisme et de la « colonisation linguistique » dont il s'estime lui-même une des victimes en Martinique. Ce livre est mal perçu à sa publication en 1952[réf. nécessaire]. Frantz Fanon évoquera à de multiples reprises le racisme dont il se sent victime dans les milieux intellectuels parisiens, affirmant ainsi que « le Sud américain est pour le nègre un doux pays à côté des cafés de Saint-Germain ».

### Période algérienne

#### Analyse des effets de la colonisation

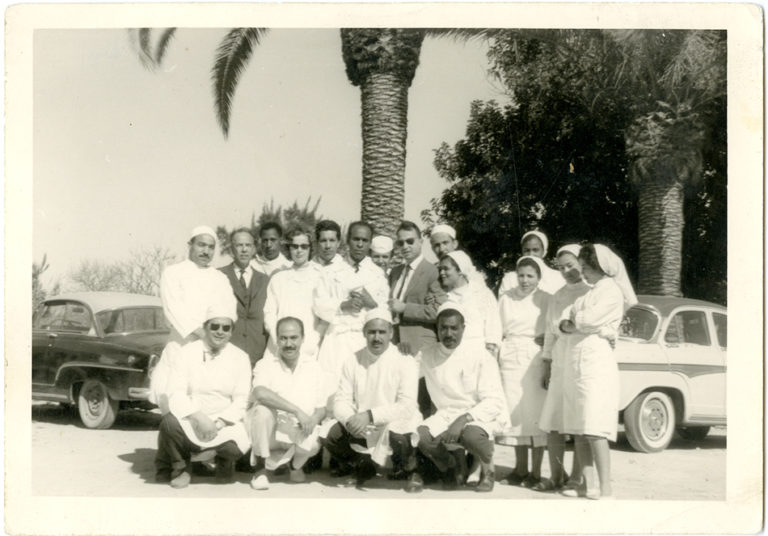
Fanon et son équipe médicale à l'hôpital psychiatrique de Blida-Joinville.

En 1953, il devient médecin-chef d'une division de l'hôpital psychiatrique de Blida-Joinville en Algérie et y introduit des méthodes modernes de « sociothérapie » ou « psychothérapie institutionnelle », qu'il adapte à la culture des patients musulmans algériens ; ce travail sera explicité dans la thèse de son élève, le futur psychiatre et psychanalyste Jacques Azoulay. Il entreprend ensuite, avec ses internes, une exploration des mythes et rites traditionnels de la culture algérienne. Sa volonté de désaliénation et de décolonisation du milieu psychiatrique algérien s'oppose de front aux thèses racistes de l'École algérienne de psychiatrie d'Antoine Porot : « Hâbleur, menteur, voleur et fainéant, le Nord-Africain musulman se définit comme un débile hystérique, sujet, de surcroît, à des impulsions homicides imprévisibles ». « L’indigène nord-africain, dont le cortex cérébral est peu évolué, est un être primitif dont la vie essentiellement végétative et instinctive est surtout réglée par le diencéphale ». « L’Algérien n’a pas de cortex, ou, pour être plus précis, il est dominé, comme chez les vertébrés inférieurs, par l’activité du diencéphale »,.
Pour Fanon, c'est bien plutôt la colonisation qui entraîne une dépersonnalisation, qui fait de l'homme colonisé un être « infantilisé, opprimé, rejeté, déshumanisé, acculturé, aliéné », propre à être pris en charge par l'autorité colonisatrice.

« La première chose que l’indigène apprend, c’est à rester à sa place, à ne pas dépasser les limites ; c’est pourquoi les rêves de l’indigène sont des rêves musculaires, des rêves d’action, des rêves agressifs. Je rêve que je saute, que je nage, que je cours, que je grimpe. Je rêve que j'éclate de rire, que je franchis le fleuve d’une enjambée, que je suis poursuivi par une meute de voitures qui ne me rattrapent jamais. Pendant la colonisation, le colonisé n'arrête pas de se libérer entre neuf heures du soir et six heures du matin. Cette agressivité sédimentée dans ses muscles, le colonisé va d'abord la manifester contre les siens. C'est la période où les nègres se bouffent entre eux et où les policiers, les juges d’instruction ne savent plus où donner de la tête devant l’étonnante criminalité nord-africaine. »

#### Aux côtés du Front de libération nationale
Dès le début de la guerre d'Algérie, en 1954, il s'engage auprès de la résistance nationaliste et noue des contacts avec certains officiers de l'Armée de libération nationale ainsi qu'avec la direction politique du Front de libération nationale (FLN), Abane Ramdane et Benyoucef Benkhedda en particulier. Il remet au gouverneur Robert Lacoste sa démission de médecin-chef de l'hôpital de Blida-Joinville en novembre 1956 puis est expulsé d'Algérie en janvier 1957.
Il décide de rompre avec sa nationalité française et se définit comme Algérien. Il rejoint le FLN à Tunis, où il collabore à l'organe central de presse du FLN, El Moudjahid, comme spécialiste des problèmes de torture parce qu'il avait soigné plusieurs tortionnaires en tant que psychiatre à l'hôpital de Blida. En 1958, il se fait établir un vrai-faux passeport tunisien au nom d'Ibrahim Omar Fanon. En 1959, il fait partie de la délégation algérienne au congrès panafricain d'Accra ; il publie la même année L'An V de la révolution algérienne publié par François Maspero. En mars 1960, il est nommé ambassadeur du Gouvernement provisoire de la République algérienne (GPRA) au Ghana. Il échappe durant cette période à plusieurs attentats au Maroc et en Italie. Il entame à la même époque l'étude du Coran, sans pour autant se convertir.
Très critique sur les dirigeants africains ralliés à la Communauté française (association entre la France et ses colonies), il s'interroge sur les causes de l'attitude des bourgeoisies nationales devant le système colonial. Selon lui, le colonialisme façonne au sein de la société indigène une classe de nature bourgeoise en raison de ses privilèges matériels mais qui n'aurait aucun rôle économique (pas de « capitaines d'industrie ») et serait confinée à des activités de types intermédiaires. Elle se trouve dès lors uniquement dédiée à la défense des intérêts du colonialisme. Ainsi, au moment de concéder l’indépendance, les puissances coloniales transmettent le pouvoir à des bourgeoisies asservies qui prennent le rôle de « gérantes des entreprises de l'Occident ». Pour lui, la décolonisation ne serait effective dans ces pays que sur le plan culturel (retour aux anciennes traditions) alors que le colonialisme se maintiendrait sur le plan économique.
Il considère par ailleurs que l'indépendance nationale n'a de sens qu'en intégrant les questions sociales, qui déterminent ce qu'il nomme le « degré de réalité » de cette indépendance (accès au pain, à la terre, au pouvoir pour les classes populaires). Cette approche le conduit à associer l'indépendance au socialisme, qu'il définit comme un « régime tout entier tourné vers l'ensemble du peuple, basé sur le principe que l'homme est le bien le plus précieux ». Il milite également en faveur du panafricanisme.

#### Rencontre avec Sartre
Dès ses premiers écrits, Fanon ne cesse de se référer au philosophe Jean-Paul Sartre (notamment à Réflexions sur la question juive, Orphée noir, et L'Être et le Néant). À la publication de la Critique de la raison dialectique (1960), il se fait envoyer une copie de l'ouvrage et il parvient à le lire malgré son état de faiblesse provoqué par sa leucémie. Il fait même une conférence sur la Critique de la raison dialectique aux combattants algériens de l'Armée de libération nationale.
C'est en 1960 qu'il demande à Claude Lanzmann et Marcel Péju, venus à Tunis pour parler au dirigeant du GPRA, de rencontrer le philosophe. Il veut également que Sartre préface son dernier ouvrage, Les Damnés de la Terre. Ainsi écrit-il à l'éditeur François Maspéro : « Demandez à Sartre de me préfacer. Dites-lui que chaque fois que je me mets à ma table, je pense à lui ».
La rencontre a lieu à Rome, pendant l'été 1961. Sartre interrompt son strict régime de travail pour passer trois jours entiers à parler avec Fanon. Comme le raconte Claude Lanzmann, « pendant trois jours, Sartre n’a pas travaillé. Nous avons écouté Fanon pendant trois jours. […] Ce furent trois journées éreintantes, physiquement et émotionnellement. Je n’ai jamais vu Sartre aussi séduit et bouleversé par un homme ». L'admiration est réciproque, comme le rapporte Simone de Beauvoir : « Fanon avait énormément de choses à dire à Sartre et de questions à lui poser. « Je paierais vingt mille francs par jour pour parler avec Sartre du matin au soir pendant quinze jours », dit-il en riant à Lanzmann ».

#### Mort de Fanon

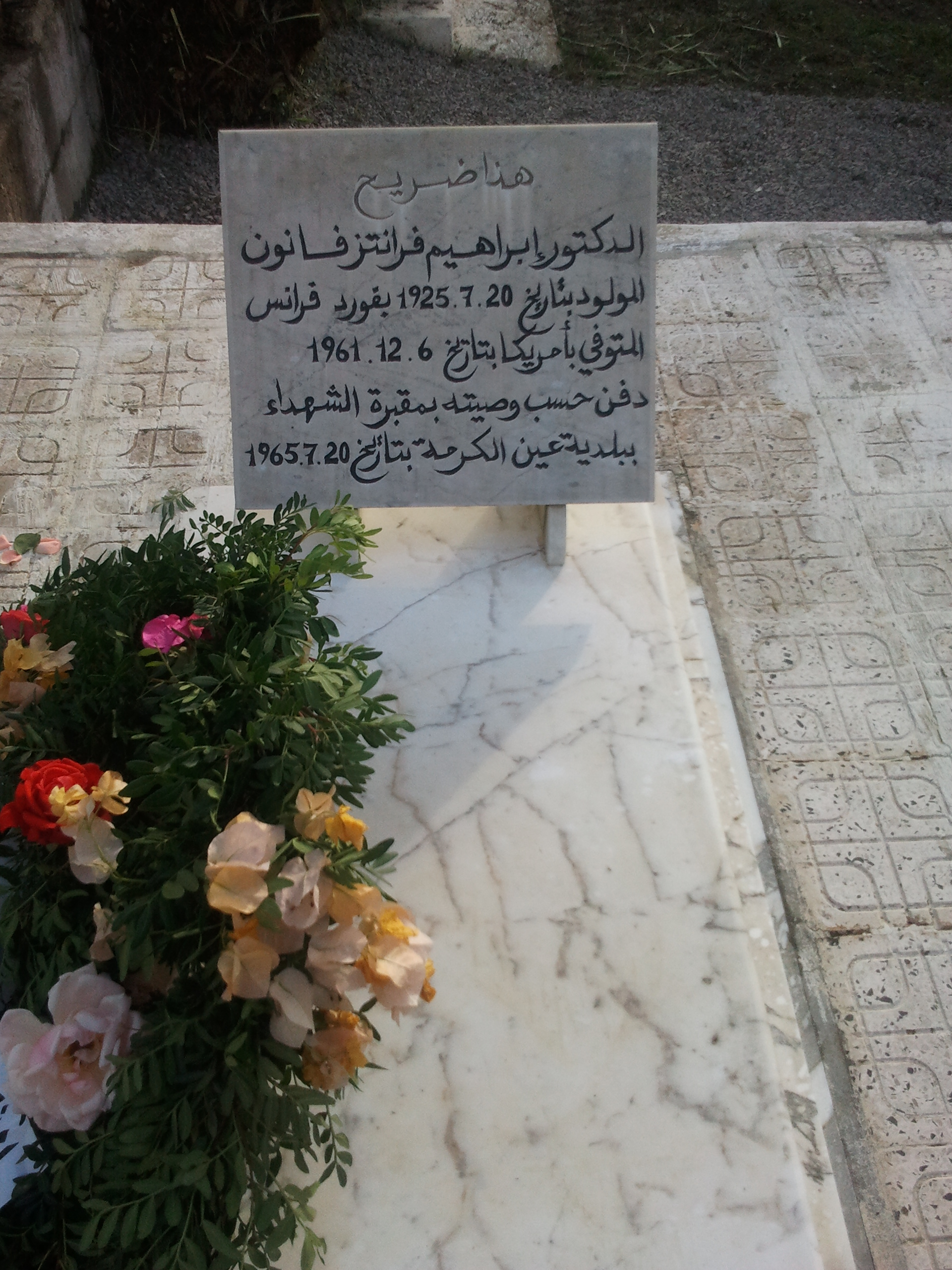
Tombe de Frantz-Fanon à Aïn Kerma.

Atteint d'une leucémie, il se fait soigner à Moscou, puis, en octobre 1961, à Bethesda près de Washington, où il meurt le 6 décembre 1961 à l'âge de 36 ans, quelques mois avant l'indépendance algérienne, sous le nom d'Ibrahim Omar Fanon. Dans une lettre laissée à ses amis, il demandera à être inhumé en Algérie. Son corps est transféré à Tunis, et sera transporté par une délégation du GPRA à la frontière. Son corps sera inhumé par Chadli Bendjedid, qui devient plus tard président algérien, dans le cimetière de Sifana près de Sidi Trad, en Algérie. Avec lui, sont inhumés trois de ses ouvrages : Peau noire, masques blancs, L'an V de la révolution algérienne et Les Damnés de la Terre. Sa dépouille sera transférée en 1965, et inhumée au cimetière des « Chouhadas » (cimetière des martyrs de la guerre) près de la frontière algéro-tunisienne, dans la commune d'Aïn El Kerma (wilaya d'El Tarf).
Il laisse derrière lui son épouse, Marie-Josèphe Dublé, dite Josie (morte le 13 juillet 1989 et inhumée au cimetière d'El Kettar au centre d'Alger), et deux enfants : Olivier, né en 1955, et Mireille, qui épousera Bernard Mendès France (fils de Pierre Mendès France).

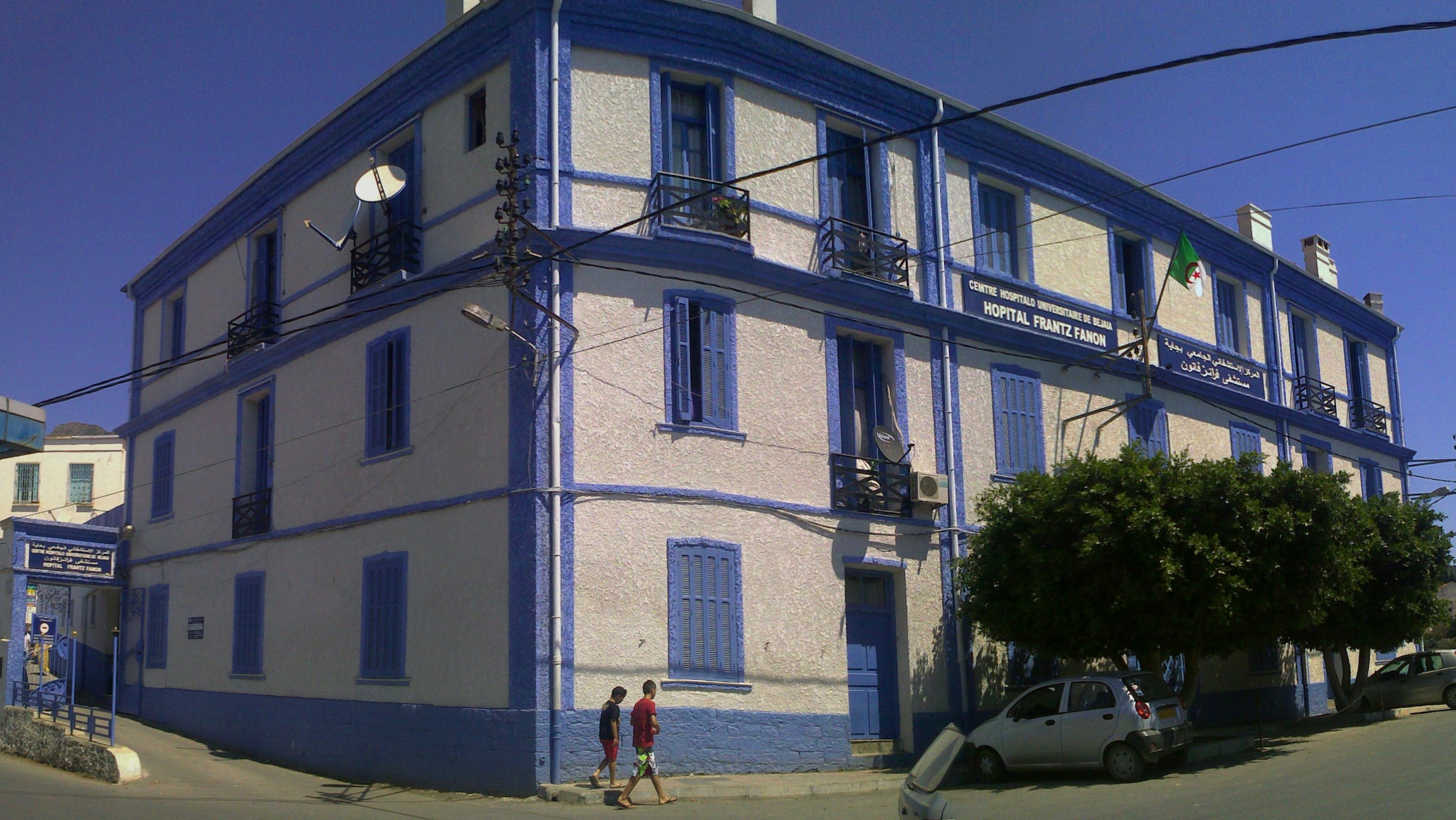
Hôpital Frantz Fanon de Béjaïa.

En hommage à son travail en psychiatrie et à son soutien à la cause algérienne, trois hôpitaux en Algérie, l'hôpital psychiatrique de Blida, où il a travaillé, un des hôpitaux de Béjaïa et un hôpital à Annaba, portent son nom.

## Reconnaissance

### Reconnaissance tardive
Selon sa biographe, Alice Cherki, Fanon devient en France — « le pays pour lequel la guerre d'Algérie n'a pas eu lieu » —, « un philosophe maudit ». Il est occulté pour sa condamnation radicale du colonialisme français : « En redonnant à la colonie son rôle dans la construction de la nation, de l’identité nationale et de la république française, Fanon fait apparaître comment la notion de « race » n’est pas extérieure au corps républicain et comment elle le hante ». Mettant en cause un clivage racial au fondement du système colonial, Fanon gêne le républicanisme d'une France qui se dit indifférente aux différences mais qui, dans son propre empire colonial, a nié des droits à des populations au motif de leur « race » dite inférieure.

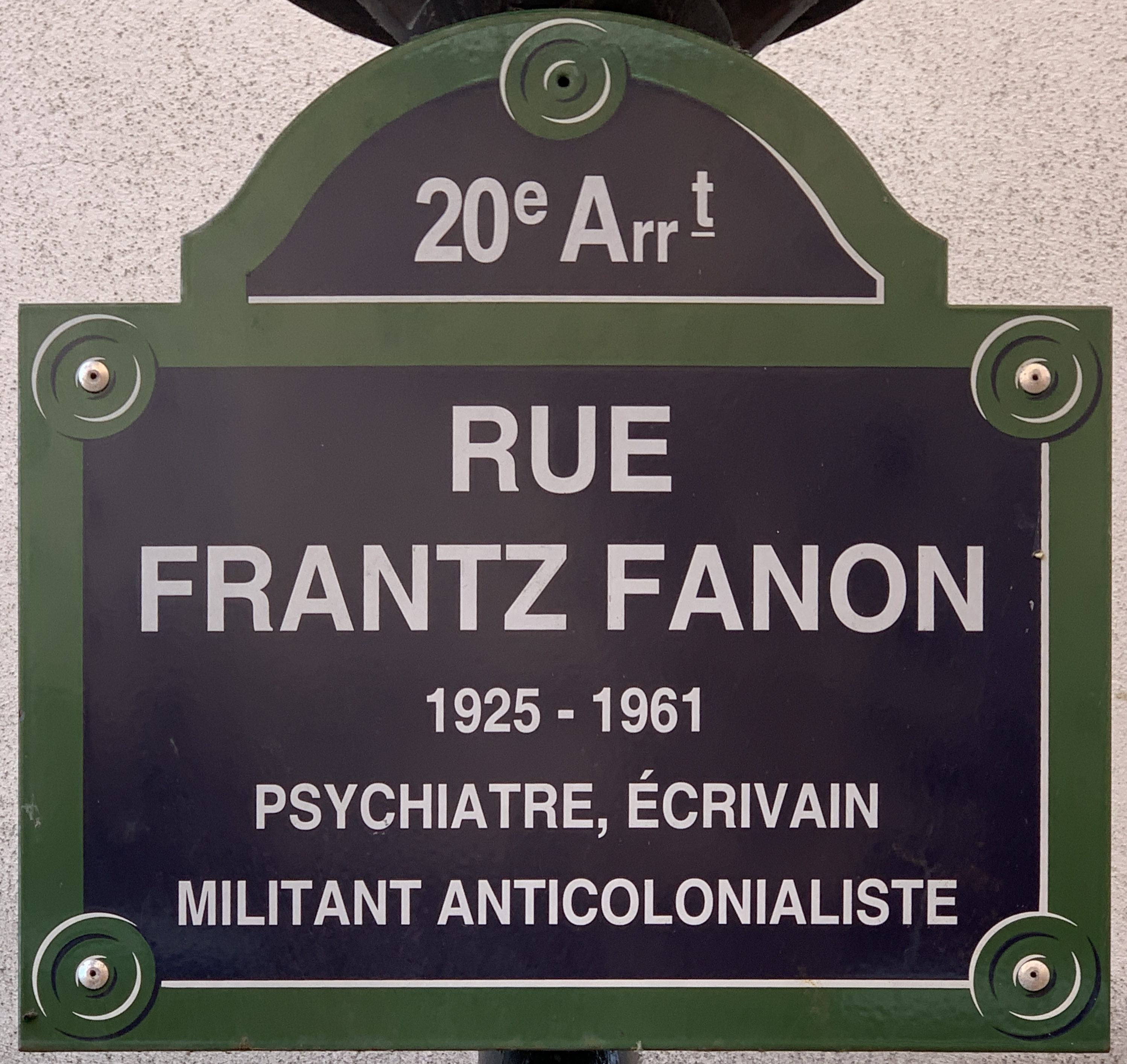
Plaque de la rue Frantz Fanon dans le XXe arrondissement de Paris.

La reconnaissance de Frantz Fanon en France fut tardive. Fort-de-France possède désormais une avenue à son nom bien que la proposition qu'en avait faite son maire Aimé Césaire, en 1965, eût été rejetée pendant des années. Il faut attendre 1982 pour que s'organise, sous l'impulsion de Marcel Manville, un mémorial international (colloque) en son honneur en Martinique. Peu à peu, plusieurs hommages lui sont rendus dans son île natale. Le lycée de La Trinité est baptisé en son honneur, la ville de Rivière-Pilote lui consacre une avenue et une bibliothèque. En France métropolitaine toutefois, s'il existe de nombreuses rues portant ce nom, David Macey signale n'avoir trouvé aucune avenue Frantz Fanon. L'établissement public de santé mentale (EPSM) de la Sarthe à Allonnes, hôpital village inauguré en 1968, a donné son nom à une de ses unités. L'Unité de Soins Intensifs Psychiatriques (USIP) de l'EPSM de Haute Savoie à La Roche sur Foron a donné son nom à l'unité mais cette nomination n'est matérialisée que par une affichette dans l'unité et n'est utilisée ni dans le balisage ni dans les documents internes, de ce fait l'USIP est la seule unité désignée par son acronyme. En Algérie, dès 1963, une avenue Frantz Fanon est inaugurée à Alger. La reconnaissance dépasse désormais ces deux pays et la mémoire de Frantz Fanon est honorée dans de nombreux pays (Italie, Nigeria, États-Unis) où des centres de recherche ont été baptisés à sa mémoire.
En 2019, le maire de Bordeaux, Alain Juppé, renonce à nommer une rue à son nom devant les protestations de militants d'extrême-droite. Sa fille Mireille Fanon-Mendès-France critique également cette éventualité, fustigeant un « pseudo changement de la toponymie » qui « viendrait redorer le blason d’une ville coloniale par excellence ».
Le 15 mai 2025, la mairie de Lyon décide de donner le nom de Franz Fanon à une place du 1er arrondissement de la ville, située quai Saint-Vincent, en face de la passerelle de l'homme de la Roche.

### Postérité de l’œuvre littéraire et influence artistique

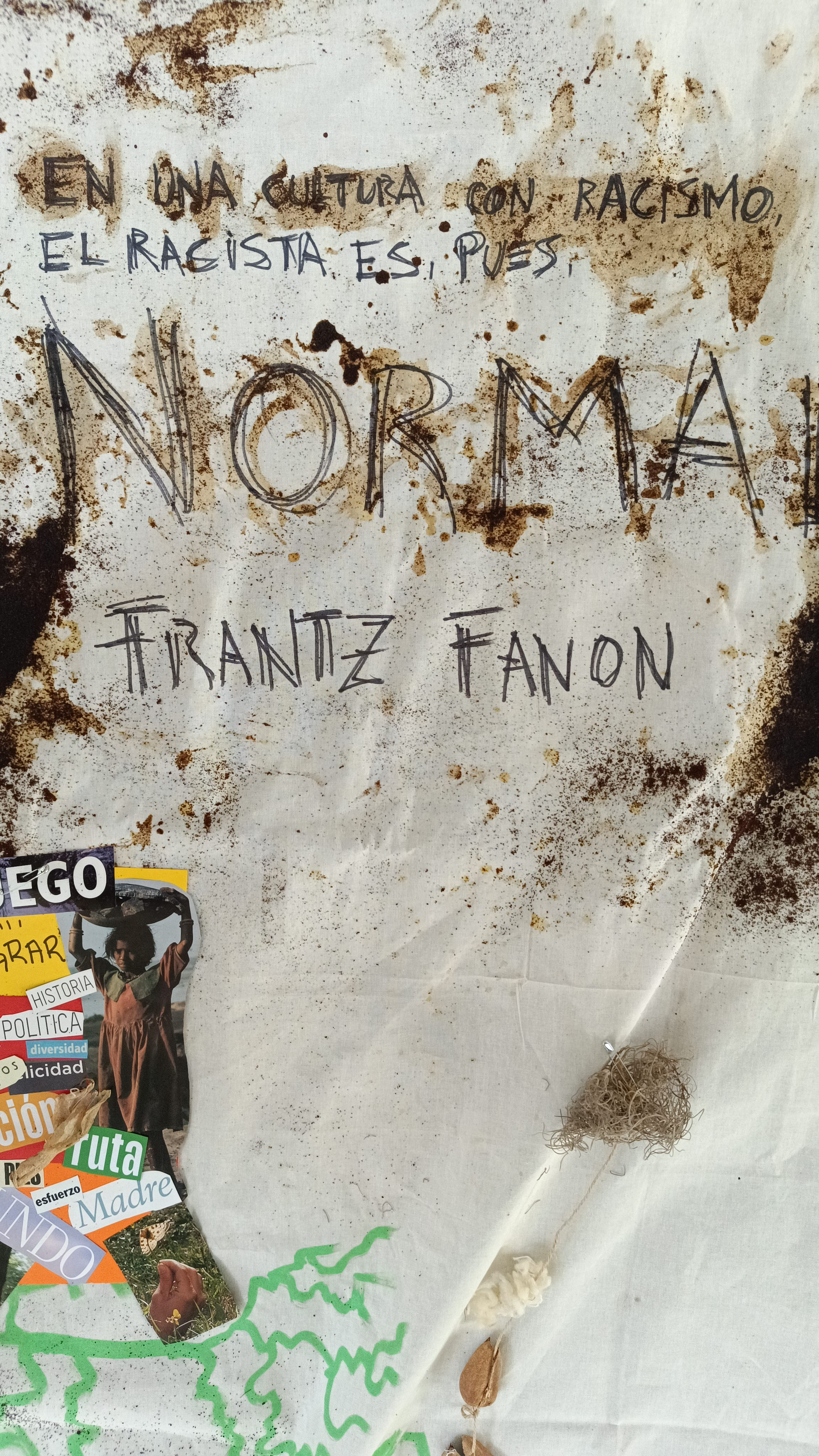
Graffiti « En una cultura con racismo, el racismo es, pues, la norma » à San Francisco

Son livre le plus connu, Les Damnés de la Terre, publié quelques jours avant sa mort, est un manifeste pour la lutte anticolonialiste, y compris par la violence, et l'émancipation du tiers-monde. Cet ouvrage et – peut-être plus encore – la préface écrite par Jean-Paul Sartre, qui radicalise l'analyse de Fanon sur la violence, sont perçus rétrospectivement comme fondateurs de la critique tiers-mondiste : « Quand les paysans touchent des fusils, les vieux mythes pâlissent, les interdits sont un à un renversés : l'arme d'un combattant, c'est son humanité. Car, en le premier temps de la révolte, il faut tuer : abattre un Européen c'est faire d'une pierre deux coups, supprimer un oppresseur et un opprimé : restent un homme mort et un homme libre ; le survivant, pour la première fois, sent un sol national sous la plante de ses pieds. ». Il inspire des mouvements de libération en Afrique ou encore les mouvements noirs aux États-Unis. Les principales universités anglo-saxonnes le tiennent pour un penseur majeur du postcolonialisme.
Aujourd'hui encore, Frantz Fanon est pris en considération par de nombreux auteurs. Le courant des critiques post-coloniales a notamment initié une relecture de l'auteur palestino-américain Edward Saïd qui, dans Culture et impérialisme, reprend très souvent les écrits de Fanon. D'autres auteurs contemporains s'intéressent à son œuvre, comme Stuart Hall, Homi Bhabha et Judith Butler, et en particulier à Peau noire, masques blancs. Des représentants de la scène dite du « rap de fils d'immigrés » tels Casey ou La Rumeur, dont les textes sont centrés sur la dénonciation de la colonisation, font référence à Fanon et à son œuvre, parfois ouvertement comme dans le titre Nature morte de La Rumeur. On peut ainsi voir sur la pochette du street-CD Nord Sud Est Ouest du rappeur Ekoué une réédition du livre Les Damnés de la Terre.
Son livre Peau noire, masques blancs contient une critique de l'ouvrage Psychologie de la colonisation d'Octave Mannoni. Frantz Fanon adopte une attitude d'observateur extérieur au système colonial. Il n'admet pas l'analyse psychologique de Mannoni. En particulier l'élaboration du « complexe de Prospero » du colonisateur lui paraît « non fondée ». Les philosophes multiculturalistes (Charles Taylor, Will Kymlicka) affirment plusieurs fois dans leurs articles s'inspirer des travaux de Fanon, précurseur du multiculturalisme.
Claude Lanzmann, dans son livre Le Lièvre de Patagonie, narre sur de nombreuses pages sa rencontre avec Fanon et comment celle-ci a été la plus marquante de sa vie. C'est lui qui le présentera ensuite à Sartre.
En 1996, le film documentaire Frantz Fanon : peau noire, masque blanc, du réalisateur Isaac Julien (production Arts Council England, Normal Film, 57 minutes), constitue « une tentative de figurer sa pensée, ses contradictions philosophiques, sa complexité existentielle ».
En 2001, un film biographique documentaire, Frantz Fanon, une vie, un combat, une œuvre, retrace son parcours.
En 2014, le film Concerning Violence, du réalisateur Göran Olsson, met en scène sous forme de documentaire les enseignements du livre Les Damnés de la Terre au travers des luttes de libération africaines contre le joug colonial. L'actrice et chanteuse Lauryn Hill y prête sa voix pour la narration.
En 2018, le rappeur Rocé publie une compilation de chanson contestataire intitulées Par les damné.e.s de la terre.
Depuis 2007, il existe une fondation Frantz Fanon, dont sa fille aînée, Mireille Fanon-Mendès-France, assure la présidence.
En 2020, un roman graphique de Frédéric Ciriez et Romain Lamy, Frantz Fanon, La Découverte, livre une biographie de Frantz Fanon en s'inspirant librement de sa rencontre avec Jean-Paul Sartre en août 1961.
En 2020, Cynthia Fleury, dans son livre Ci-gît l'amer. Guérir du ressentiment, consacre la troisième partie de son essai à l'expérience de Frantz Fanon. Elle envisage le ressentiment que peuvent induire les innombrables petits signes de racisme, et comment le sublimer.
Avec le soutien du journal Mediapart, le réalisateur Mehdi Lallaoui réalise en 2021 le film documentaire Sur les traces de Frantz Fanon, une biographie illustrée d'images d'archives et de témoignages divers. Y participent notamment Alice Cherki, Marie-Jeanne Manuellan, l'historien Jean Khalfa, les écrivains Patrick Chamoiseau, René Depestre, etc.
En 2019, réalisation et production du long métrage documentaire de Hassane Mezine Fanon, hier et aujourd'hui, auto-produit avec le soutien des éditions La découverte. Également en 2021, Audrey Maurion et Mathieu Glissant écrivent et réalisent le documentaire Frantz Fanon, trajectoire d'un révolté, produit par Fanny Glissant et Gaël Leiblang pour la société Elephant Doc. 
Son rôle de porte-voix dénonçant l'oppression raciale est salué par de nombreux rappeurs et groupes musicaux : La Souris Déglinguée, Justin(e), Nekfeu, Kery James, Casey, Disiz La Peste, groupe MAP avec Keny Arkana, Demi Portion, Rocé[Qui ?], etc.

#### Films
Sauf indication contraire, les informations mentionnées dans cette section peuvent être confirmées par la base de données cinématographiques IMDb,  présente dans la section « Liens externes ».
Plusieurs fictions et documentaires adaptent son œuvre ou le mettent en scène.
- 1969 : Les Damnés de la Terre (I dannati della Terra), film italien de Valentino Orsini (100 min), librement adapté de l'ouvrage homonyme de Fanon.
- 1995 : Frantz Fanon : peau noire, masque blanc (Frantz Fanon: Black Skin White Mask), film britannique d'Isaac Julien (70 min), avec Colin Salmon dans le rôle-titre[62].
- 2019 : Fanon hier, aujourd'hui, film documentaire franco-algérien d'Hassane Mezine (87 min)[63].
- 2001 : Frantz Fanon, une vie, un combat, une œuvre, film documentaire de Cheikh Djemai (52 min).
- 2002 : Frantz Fanon : Mémoire d’asile, film documentaire franco-algérien d'Abdenour Zahzah et Bachir Ridouh (52 min)[64].
- 2024 : Chroniques fidèles survenues au siècle dernier à l’hôpital psychiatrique Blida-Joinville, au temps où le Docteur Frantz Fanon était chef de la cinquième division entre 1953 et 1956, également intitulé Frantz Fanon, film algérien d'Abdenour Zahzah (90 min)[65].
- 2024[66] : Fanon, film français de Jean-Claude Barny (133 min), où Frantz Fanon est nommé chef de service à l’hôpital psychiatrique de Blida en Algérie. Ses méthodes contrastent avec celles des autres médecins dans le contexte de la colonisation française. Il milite aux côtés de la résistance algérienne et apparaît aussi protecteur de ses patients algériens[67].

## Publications

### Articles
- « L’expérience vécue du Noir », 1951, texte publié dans la revue Esprit, 1951, vol. 19, no 5.
- « Antillais et Africains », texte publié dans la revue Esprit, février 1955, pages 261 à 269.

### Livres
- L'Œil se noie, Les Mains parallèles et La Conspiration, trois pièces de théâtre inédites écrites entre 1949 et 1950.
- Peau noire, masques blancs, 1952, rééd., Le Seuil, col. « Points », 2001.
- L'An V de la révolution algérienne, 1959, rééd., La Découverte, 2011.
- Les Damnés de la Terre, 1961, rééd., La Découverte, 2002.
- Pour la révolution africaine. Écrits politiques, 1964, rééd., La Découverte, 2006.
- Œuvres, La Découverte, 2011.
- Écrits sur l’aliénation et la liberté, La Découverte, 2015. Recueil d'écrits psychiatriques : articles scientifiques, thèse, articles du journal intérieur du pavillon de l’hôpital de Blida-Joinville de 1953 à 1956, deux pièces de théâtre écrites à Lyon durant ses études de médecine (L’Œil se noie et Les Mains parallèles), correspondance et textes publiés dans El Moudjahid après 1958, non repris dans Pour la révolution africaine.
- Écrits sur l’aliénation et la liberté. Œuvres II, La Découverte, 2018.

#### Monographies
- Frantz Fanon et Mireille Fanon-Mendès-France (Recueil de textes introduit par), Frantz Fanon: recueil de textes, Éditions du CETIM, coll. « Collection Pensées d'hier pour demain », 2013, 95 p. (ISBN 978-2-880-53091-4)
- Abdelkader Benarab (préf. Lilyan Kesteloot), Frantz Fanon : L'Homme de rupture, Paris, Alfabarre, 2010, 82 p. (ISBN 978-2-35759-013-7, OCLC 758313599, BNF 42340862)
- André Lucrèce, Frantz Fanon et les Antilles: l'empreinte d'une pensée: essai, Le teneur, coll. « Essai », 2011 (ISBN 978-2-918141-17-4)
- Daniel Boukman, Frantz Fanon. Traces d'une vie exemplaire, L'Harmattan, 2016
- Pierre Bouvier, Aimé Césaire et Frantz Fanon. Portraits de (dé)colonisés, Paris, Les Belles Lettres, collection « Histoire de profil », 2010.  (ISBN 978-2-251-90003-2)
- Pierre Bouvier, Fanon, éd. Universitaires, Paris, 1971
- Matthieu Renault, « Frantz Fanon: de l'anticolonialisme à la critique postcoloniale », BnF ISBN, Éd. Amsterdam,‎ 2011 (ISBN 9782354801021).
- Alice Cherki, Frantz Fanon. Portrait, Seuil, 2000, 313 p. (ISBN 978-2-02-036293-1)
- Caute David, Fanon,  éd. Collins, Londres, 1970, traduit par G. Duran),  éd. Seghers, Paris, 1970
- Christiane Chaulet-Achour et Behja Traversac (introduction), Frantz Fanon, l'importun, Montpellier, Chèvre-feuille étoilée éd., coll. « Autres espaces », 2004, 79 p. (ISBN 978-2-914-46723-0, OCLC 469344164)
- Joby Fanon, De la Martinique à l'Algérie et à l'Afrique, éd. L'Harmattan, Paris, 2004
- Peter Geismar, Fanon, éd. Dial Press, New York, 1971
- David Macey (trad. de l'anglais), Frantz Fanon, une vie, Paris, la Découverte, 2011, 550 p. (ISBN 978-2-7071-6980-8, présentation en ligne)
- Faustino, D. M. “Why Fanon, why now?”: Frantz Fanon and fanonisms in Brazil., 2015. 252 f. Tese (Doutorado) – Programa de Pós-Graduação em Sociologia, Universidade Federal de São Carlos, São Carlos, 2015
- Marie-Jeanne Manuellan (son assistante à Tunis), Sous la dictée de Fanon[68],[40].
- (en) James S. Williams, Frantz Fanon, Londres, Reaktion Books, coll. « Critical lives », 2023, 204 p. (ISBN 978-1-78914-831-2, OCLC 1411007167).
- Adam Shatz, Frantz Fanon : Une vie en révolutions, La Découverte, 2024, 512 p. (EAN 9782348079641, présentation en ligne)

#### Revues
- Abdelkader Benarab, « Hommage à Frantz Fanon », in L’Expression, 14 décembre 2008
- Abdelkader Benarab, « Frantz Fanon », in Le Quotidien d’Oran, 29 décembre 2008
- Abdelkader Benarab, Djaiz Samir : "Hommage à Frantz Fanon", in Hommes et Migrations n°1293, septembre-octobre, 2011.
- Abdelkader Benarab, La triple vie d'Omar Frantz Fanon, in Kalila - La revue du Centre culturel algérien n°12, Janvier, 2012, 28
- Christiane Chaulet Achour (coordination), « Frantz Fanon et l’Algérie. Mon Fanon à moi », numéro spécial de la revue Algérie Littérature/Action, no 152-156, octobre-novembre 2011
- Matthieu Renault, « Damnation. Des usages de la religion chez Frantz Fanon », ThéoRèmes en ligne, 4|201
- Florent Schoumacher, « Frantz Fanon et le renouveau de la question marxiste de la libération nationale », Dissidences BLEMR, no 9, Nancy, octobre 2001
- François Tosquelles, « Frantz Fanon et la psychothérapie institutionnelle », Sud/Nord, no 14,‎ 2001, p. 167-174 (lire en ligne, consulté le 4 juillet 2020).
- François Tosquelles, « Frantz Fanon à Saint-Alban », Sud/Nord, no 22,‎ 2007, p. 9-14 (lire en ligne, consulté le 4 juillet 2020).
- « Frantz Fanon. Contre le colonialisme. », Sciences humaines, janvier 2012, no 233, p. 58

#### Dictionnaires
- Christiane Chaulet Achour, « Frantz Fanon », dans Christiane Chaulet Achour, avec la collaboration de Corinne Blanchaud (dir.), Dictionnaire des écrivains francophones classiques : Afrique subsaharienne, Caraïbe, Maghreb, Machrek, Océan Indien, H. Champion, Paris, 2010, p. 167-172  (ISBN 978-2-7453-2126-8)

#### Bases de données et notices
- Ressources relatives à la recherche :   - Academia (sujets)
  - Bibliothèque interuniversitaire de santé
  - Biographisches Archiv der Psychiatrie
  - Les Classiques des sciences sociales
  - Internet Encyclopedia of Philosophy
  - Internet Philosophy Ontology
  - PhilPapers (objet)
  - Stanford Encyclopedia of Philosophy
- Ressources relatives à l'audiovisuel :   - Africultures
  - AllMovie
  - Ciné-Ressources
  - IMDb
- Ressources relatives à la littérature :   - Île en île
  - Kritisches Lexikon zur fremdsprachigen Gegenwartsliteratur
- Ressources relatives à la musique :   - Discogs
  - MusicBrainz
- Ressource relative à la vie publique :   - Documents diplomatiques suisses 1848-1975
- Ressource relative à la santé :   - Bibliothèque interuniversitaire de santé
- Ressource relative au spectacle :   - Les Archives du spectacle
- Ressource relative à plusieurs domaines :   - Radio France
- Notices dans des dictionnaires ou encyclopédies généralistes :   - BlackPast
  - Britannica
  - Brockhaus
  - Den Store Danske Encyklopædi
  - Deutsche Biographie
  - Enciclopedia De Agostini
  - Gran Enciclopèdia Catalana
  - Hrvatska Enciklopedija
  - Internetowa encyklopedia PWN
  - Nationalencyklopedin
  - Munzinger
  - Proleksis enciklopedija
  - Store norske leksikon
  - Treccani
  - Universalis
  - Visuotinė lietuvių enciklopedija
- Notices d'autorité :   - VIAF
  - ISNI
  - BnF (données)
  - IdRef
  - LCCN
  - GND
  - Italie
  - Japon
  - CiNii
  - Espagne
  - Belgique
  - Pays-Bas
  - Pologne
  - Israël
  - NUKAT
  - Catalogne
  - Suède
  - Australie
  - WorldCat

#### Autres sites
- « Site du Cercle Frantz Fanon de la Martinique »
- « Site du réseau Frantz Fanon International »
- « Fondation Frantz Fanon »
- « Une relecture de la polémique Fanon / Mannoni, psychologues de la colonisation », sur Manioc
- « Frantz Fanon et les Antilles. L'empreinte d'une pensées. Rencontre avec André Lucrèce », sur Manioc
- « Coalescence et dissonance d'une diaspora intellectuelle post-coloniale : aventures rhizomatiques de la dé/mesure chez Césaire, Camus, Glissant, Memmi, Sartre et Fanon », sur Manioc
- Interview de Josie Fanon, épouse de Frantz Fanon, sur son mari http://www.negritudeagonistesbook.com
- « Conclusion de Peau noire, masques blancs, 1952 ».
- Blog Manioc 9 décembre 2016, A.S., "Focus : Frantz Fanon, Manioc rend hommage à Frantz Fanon"
- « Pratiques fanoniennes », sur cairn.info
- « De l'Algérie à la Palestine : Frantz Fanon, le combat anticolonial », entretien avec Adam Shatz dans La grande H., l'émission d'histoire du Média, 18 août 2024.